# Lista de membros da Academia Nacional de Engenharia dos Estados Unidos (civil)
Esta lista é uma subseção da Lista de membros da Academia Nacional de Engenharia dos Estados Unidos, que inclui mais de 2 mil membros atuais da Academia Nacional de Engenharia dos Estados Unidos, cada um deles afiliados a uma das 12 seções disciplinares. É dado o nome do membro, sua instituição primária e o ano da eleição. Esta lista não inclui membros mortos.

## Engenharia Civil
| Nome                          | Instituição                                                        | Ano da eleição |
| ----------------------------- | ------------------------------------------------------------------ | -------------- |
| Craig H. Benson               | Universidade de Wisconsin-Madison                                  | 2012           |
| Jared Cohon                   | Universidade Carnegie Mellon                                       | 2012           |
| Helmut Krawinkler             | Universidade Stanford                                              | 2012           |
| James J. O'Brien              | James J. O'Brien, P.E.                                             | 2012           |
| Christine Shoemaker           | Universidade Cornell                                               | 2012           |
| David Stahl                   | Universidade de Washington                                         | 2012           |
| William Frazier Baker         | Skidmore, Owings and Merrill                                       | 2011           |
| Armen Der Kiureghian          | Universidade da Califórnia em Berkeley                             | 2011           |
| Chris T. Hendrickson          | Universidade Carnegie Mellon                                       | 2011           |
| Michael R. Hoffmann           | Instituto de Tecnologia da Califórnia                              | 2011           |
| Joan B. Rose                  | Universidade Estadual de Michigan                                  | 2011           |
| Joseph A. Ahearn              | CH2M Hill, Inc.                                                    | 2010           |
| Lisa Alvarez-Cohen            | Universidade da Califórnia em Berkeley                             | 2010           |
| Jacobo Bielak                 | Universidade Carnegie Mellon                                       | 2010           |
| John P. Connolly              | Anchor QEA, LLC                                                    | 2010           |
| Michael R. Johnson, USN (Ret) | Universidade do Arkansas                                           | 2010           |
| Jon E. Khachaturian           | Versabar, Inc.                                                     | 2010           |
| Andrew J. Whittle             | Instituto de Tecnologia de Massachusetts                           | 2010           |
| Jean-Pierre Giroud            | JP Giroud, Inc.                                                    | 2009           |
| Ahsan Kareem                  | Universidade de Notre Dame                                         | 2009           |
| Michael J. McGuire            | Michael J. McGuire, Inc.                                           | 2009           |
| James F. Pankow               | Portland State University                                          | 2009           |
| Chris D. Poland               | Degenkolb Engineers                                                | 2009           |
| Bernard Amadei                | Universidade do Colorado em Boulder                                | 2008           |
| Robert H. Dodds, Jr.          | Universidade de Illinois em Urbana-Champaign                       | 2008           |
| David A. Dzombak              | Universidade Carnegie Mellon                                       | 2008           |
| Anthony E. Fiorato            | Consultant                                                         | 2008           |
| W. Allen Marr, Jr.            | Geocomp Corporation                                                | 2008           |
| Kumares C. Sinha              | Universidade de Purdue                                             | 2008           |
| William W-G. Yeh              | Universidade da Califórnia em Los Angeles                          | 2008           |
| Rudolph Bonaparte             | Geosyntec Consultants                                              | 2007           |
| Charles T. Driscoll, Jr.      | Universidade de Syracuse                                           | 2007           |
| Robin K. McGuire              | Independent Consultant                                             | 2007           |
| David J. Nash                 | Dave Nash & Associates International, LLC                          | 2007           |
| James F. Stahl                | MWH Global                                                         | 2007           |
| Kenneth E. Stinson            | Peter Kiewit Sons', Inc.                                           | 2007           |
| Gregory B. Baecher            | Universidade de Maryland                                           | 2006           |
| Adrian R. Chamberlain         | Independent Consultant                                             | 2006           |
| Robert A. Dalrymple           | Universidade Johns Hopkins                                         | 2006           |
| Menachem Elimelech            | Universidade Yale                                                  | 2006           |
| Demetrious Koutsoftas         | Arup                                                               | 2006           |
| John M. Kulicki               | Modjeski and Masters, Inc.                                         | 2006           |
| Surendra P. Shah              | Northwestern University                                            | 2006           |
| A. James Clark                | Clark Enterprises, Inc.                                            | 2005           |
| Dominic M. Di Toro            | University of Delaware                                             | 2005           |
| James R. Harris               | J.R. Harris & Company                                              | 2005           |
| James O. Leckie               | Universidade Stanford                                              | 2005           |
| R. Shankar Nair               | Teng & Associates                                                  | 2005           |
| T. Leslie Youd                | Universidade Brigham Young                                         | 2005           |
| Clyde N. Baker, Jr.           | AECOM                                                              | 2004           |
| Ricardo Dobry                 | Instituto Politécnico Rensselaer                                   | 2004           |
| Gerald E. Galloway, Jr.       | Universidade de Maryland                                           | 2004           |
| Nicholas J. Garber            | Universidade de Virgínia                                           | 2004           |
| Kishor C. Mehta               | Universidade de Tecnologia do Texas                                | 2004           |
| Denny S. Parker               | Brown and Caldwell                                                 | 2004           |
| Bruce Rittmann                | Universidade do Estado do Arizona                                  | 2004           |
| Robert L. Street              | Universidade Stanford                                              | 2004           |
| George Tchobanoglous          | Universidade da Califórnia em Davis                                | 2004           |
| Richard L. Tomasetti          | Thornton Tomasetti                                                 | 2004           |
| Kaspar J. Willam              | Universidade de Houston                                            | 2004           |
| Linda Abriola                 | Universidade Tufts                                                 | 2003           |
| Gonzalo V. Castro             | GEI Consultants, Inc.                                              | 2003           |
| Glen T. Daigger               | CH2M Hill, Inc.                                                    | 2003           |
| Lawrence G. Griffis           | Walter P. Moore & Associates, Inc.                                 | 2003           |
| Carroll LeTellier             | Jacobs/Sverdrup Engineering                                        | 2003           |
| Roy E. Olson                  | Universidade do Texas em Austin                                    | 2003           |
| Richard D. Woods              | Universidade de Michigan                                           | 2003           |
| Richard N. Wright             | National Institute of Standards and Technology                     | 2003           |
| Ross B. Corotis               | Universidade do Colorado em Boulder                                | 2002           |
| John C. Crittenden            | Instituto de Tecnologia da Geórgia                                 | 2002           |
| William H. Hansmire           | Parsons Brinckerhoff Inc.                                          | 2002           |
| Adib Kanafani                 | Universidade da Califórnia em Berkeley                             | 2002           |
| Thomas M. Murray              | Instituto Politécnico e Universidade Estadual da Virgínia          | 2002           |
| E. Dean Carlson               | Carlson Associates                                                 | 2001           |
| Bruce R. Ellingwood           | Instituto de Tecnologia da Geórgia                                 | 2001           |
| Gerald D. Hines               | Hines Interests Limited Partnership                                | 2001           |
| David Jenkins                 | Universidade da Califórnia em Berkeley                             | 2001           |
| Raymond J. Krizek             | Northwestern University                                            | 2001           |
| Benjamin F. Montoya           | Departamento da Marinha dos Estados Unidos                         | 2001           |
| Robert S. O'Neil              | The Parsons Corporation                                            | 2001           |
| Ned H. Burns                  | Universidade do Texas em Austin                                    | 2000           |
| W. Gene Corley                | CTLGroup                                                           | 2000           |
| David E. Daniel               | Universidade do Texas em Austin                                    | 2000           |
| Srinivasa H. Iyengar          | Skidmore, Owings and Merrill                                       | 2000           |
| Yu-Kweng M. Lin               | Universidade Atlântica da Flórida                                  | 2000           |
| Cecil Lue-Hing                | Cecil Lue-Hing & Associates Inc.                                   | 2000           |
| Celestino Pennoni             | Pennoni Associates Inc. Consulting Engineers                       | 2000           |
| Dean E. Stephan               | Charles Pankow Builders                                            | 2000           |
| Garret P. Westerhoff          | Malcolm Pirnie, Inc.                                               | 2000           |
| Joseph A. Yura                | Universidade do Texas em Austin                                    | 2000           |
| John T. Christian             | Independent Consultant                                             | 1999           |
| Francis B. Francois           | American Association of State Highway and Transportation Officials | 1999           |
| Jeremy Isenberg               | AECOM                                                              | 1999           |
| Wilfred D. Iwan               | Instituto de Tecnologia da Califórnia                              | 1999           |
| Theodore C. Kennedy           | BE&K                                                               | 1999           |
| Richard G. Luthy              | Universidade Stanford                                              | 1999           |
| Jerald L. Schnoor             | Universidade de Iowa                                               | 1999           |
| Frieder Seible                | Universidade da Califórnia em San Diego                            | 1999           |
| Robert V. Thomann             | Manhattan College                                                  | 1999           |
| Thomas B. Deen                | National Research Council                                          | 1998           |
| Albert A. Dorman              | AECOM                                                              | 1998           |
| David W. Fowler               | Universidade do Texas em Austin                                    | 1998           |
| Michael C. Kavanaugh          | Geosyntec Consultants                                              | 1998           |
| Robert M. Koerner             | Geosynthetic Institute                                             | 1998           |
| Vernon L. Snoeyink            | Universidade de Illinois em Urbana-Champaign                       | 1998           |
| Davis L. Ford                 | Davis L. Ford & Associates                                         | 1997           |
| Paul H. Gilbert               | Parsons Brinckerhoff Inc.                                          | 1997           |
| Milton E. Harr                | Universidade de Purdue                                             | 1997           |
| Henry G. Schwartz, Jr.        | Independent Consultant                                             | 1997           |
| Kenneth H. Stokoe, II         | Universidade do Texas em Austin                                    | 1997           |
| Charles H. Thornton           | Charles H. Thornton & Company, LLC                                 | 1997           |
| Lillian C. Borrone            | Autoridade Portuária de Nova Iorque e Nova Jérsei                  | 1996           |
| Jack E. Buffington            | Universidade do Arkansas                                           | 1996           |
| Matthys P. Levy               | Weidlinger Associates, Inc.                                        | 1996           |
| William F. Marcuson, III      | Corpo de Engenheiros do Exército dos Estados Unidos                | 1996           |
| Richard L. Tucker             | Universidade do Texas em Austin                                    | 1996           |
| Wai-Fah Chen                  | Universidade do Havaí                                              | 1995           |
| Elvin R. Heiberg III          | Heiberg Associates                                                 | 1995           |
| George D. Leal                | Dames & Moore Group                                                | 1995           |
| Philip C. Singer              | University of North Carolina                                       | 1995           |
| George J. Tamaro              | Mueser Rutledge Consulting Engineers                               | 1995           |
| Man-Chung Tang                | T. Y. Lin International                                            | 1995           |
| R. Rhodes Trussell            | Trussell Technologies, Inc.                                        | 1995           |
| John J. Cassidy               | Independent Consultant                                             | 1994           |
| Joseph Colaco                 | Universidade de Houston                                            | 1994           |
| Eugene Fasullo                | Autoridade Portuária de Nova Iorque e Nova Jérsei                  | 1994           |
| Herbert S. Levinson           | Independent Consultant                                             | 1994           |
| William McGuire               | Universidade Cornell                                               | 1994           |
| James M. Symons               | Universidade de Houston                                            | 1994           |
| Fred N. Finn                  | Independent Consultant                                             | 1993           |
| James L. Lammie               | Parsons Brinckerhoff Inc.                                          | 1993           |
| Thomas S. Maddock             | Consulting Engineer                                                | 1993           |
| Thomas D. O'Rourke            | Universidade Cornell                                               | 1993           |
| Fredric Raichlen              | Instituto de Tecnologia da Califórnia                              | 1993           |
| Jose M. Roesset               | Texas A&M University                                               | 1993           |
| Hsieh W. Shen                 | Universidade da Califórnia em Berkeley                             | 1993           |
| C. Michael Walton             | Universidade do Texas em Austin                                    | 1993           |
| Delon Hampton                 | Delon Hampton & Associates, Chartered                              | 1992           |
| John M. Hanson                | Independent Consultant                                             | 1992           |
| Henry J. Hatch                | United States Department of the Army                               | 1992           |
| Gerald T. Orlob               | Universidade da Califórnia em Davis                                | 1992           |
| Jerome L. Sackman             | Universidade da Califórnia em Berkeley                             | 1992           |
| Robert P. Kennedy             | RPK Structural Mechanics Consulting                                | 1991           |
| Robert C. Marini              | Camp Dresser & McKee Inc.                                          | 1991           |
| James E. Monsees              | Parsons Brinckerhoff Inc.                                          | 1991           |
| Kenneth F. Reinschmidt        | Texas A&M University                                               | 1991           |
| Richard J. Robbins            | The Robbins Group LLC                                              | 1991           |
| Robert L. Taylor              | Universidade da Califórnia em Berkeley                             | 1991           |
| Gerald Wayne Clough           | Smithsonian Institution                                            | 1990           |
| Adolf D. May                  | Universidade da Califórnia em Berkeley                             | 1990           |
| Larry A. Roesner              | Universidade do Estado do Colorado                                 | 1990           |
| Herbert B. Rothman            | Weidlinger Associates, Inc.                                        | 1990           |
| Loring A. Wyllie, Jr.         | Degenkolb Engineers                                                | 1990           |
| Robert G. Bea                 | Universidade da Califórnia em Berkeley                             | 1989           |
| Jerome B. Gilbert             | Independent Consultant                                             | 1989           |
| Lester A. Hoel                | Universidade de Virgínia                                           | 1989           |
| Izzat M. Idriss               | Universidade da Califórnia em Davis                                | 1989           |
| Daniel P. Loucks              | Universidade Cornell                                               | 1989           |
| Robert F. Mast                | BERGER/ABAM Engineers Inc.                                         | 1989           |
| Edward J. Cording             | Universidade de Illinois em Urbana-Champaign                       | 1988           |
| James O. Jirsa                | Universidade do Texas em Austin                                    | 1988           |
| William J. Carroll            | Montgomery Watson Harza                                            | 1987           |
| Lloyd A. Duscha               | Independent Consultant                                             | 1987           |
| Bernard A. Vallerga           | Independent Consultant                                             | 1987           |
| David P. Billington           | Universidade de Princeton                                          | 1986           |
| Richard A. Conway             | Union Carbide                                                      | 1986           |
| John W. Fisher                | Universidade Lehigh                                                | 1986           |
| Robert B. Jansen              | Independent Consultant                                             | 1986           |
| Jack V. Christiansen          | Independent Consultant                                             | 1985           |
| James M. Duncan               | Instituto Politécnico e Universidade Estadual da Virgínia          | 1985           |
| Eugene Sevin                  | Independent Consultant                                             | 1985           |
| Walter J. Weber, Jr.          | Universidade de Michigan                                           | 1985           |
| Edward L. Wilson              | Structural Analysis Programs, Inc.                                 | 1985           |
| Michael Yachnis               | Universidade George Washington                                     | 1985           |
| Harl P. Aldrich, Jr.          | Haley & Aldrich, Inc.                                              | 1984           |
| Anil Kumar Chopra             | Universidade da Califórnia em Berkeley                             | 1984           |
| Robert D. Hanson              | Universidade de Michigan                                           | 1984           |
| John W. Leonard               | Washington Group Int'l                                             | 1984           |
| John H. Schmertmann           | Universidade da Flórida                                            | 1984           |
| Leland J. Walker              | Great Falls, MT                                                    | 1984           |
| John L. Cleasby               | Universidade Estadual de Iowa                                      | 1983           |
| Alfred J. Hendron, Jr.        | Independent Consultant                                             | 1983           |
| Charles C. Ladd               | Instituto de Tecnologia de Massachusetts                           | 1983           |
| Raymond C. Loehr              | Universidade do Texas em Austin                                    | 1983           |
| Norman A. Nadel               | Nadel Associates, Inc.                                             | 1983           |
| Paul Zia                      | Universidade Estadual da Carolina do Norte                         | 1983           |
| Mihran S. Agbabian            | Universidade do Sul da Califórnia                                  | 1982           |
| Hudson Matlock                | Universidade do Texas em Austin                                    | 1982           |
| Douglas C. Moorhouse          | Woodward-Clyde Group, Inc.                                         | 1982           |
| Stanley T. Rolfe              | Universidade do Kansas                                             | 1982           |
| Gurmukh S. Sarkaria           | Independent Consultant                                             | 1981           |
| Robert G. Dean                | Universidade da Flórida                                            | 1980           |
| Donald G. Iselin              | Departamento da Marinha dos Estados Unidos                         | 1980           |
| Griff C. Lee                  | Griff C. Lee, Inc.                                                 | 1980           |
| Carl L. Monismith             | Universidade da Califórnia em Berkeley                             | 1980           |
| Karl S. Pister                | Universidade da Califórnia em Berkeley                             | 1980           |
| Theodore V. Galambos          | Universidade de Minnesota                                          | 1979           |
| John W. Morris                | J.W. Morris Ltd.                                                   | 1979           |
| Anestis S. Veletsos           | Universidade de Houston                                            | 1979           |
| Rex A. Elder                  | Independent Consultant                                             | 1978           |
| James J. Morgan               | Instituto de Tecnologia da Califórnia                              | 1978           |
| Masanobu Shinozuka            | Universidade da Califórnia em Irvine                               | 1978           |
| Ivan M. Viest                 | IMV Consulting                                                     | 1978           |
| Elio D'Appolonia              | Independent Consultant                                             | 1977           |
| William J. Harris, Jr.        | Independent Consultant                                             | 1977           |
| Paul C. Jennings              | Instituto de Tecnologia da Califórnia                              | 1977           |
| Louis C. Lundstrom            | General Motors                                                     | 1977           |
| Perry L. McCarty              | Universidade Stanford                                              | 1977           |
| Ross E. McKinney              | Universidade do Kansas                                             | 1977           |
| Thorndike Saville, Jr.        | Independent Consultant                                             | 1977           |
| Mete Avni Sozen               | Universidade de Purdue                                             | 1977           |
| Alfredo H-S. Ang              | Universidade da Califórnia em Irvine                               | 1976           |
| John E. Breen                 | Universidade do Texas em Austin                                    | 1976           |
| Steven J. Fenves              | Universidade Carnegie Mellon                                       | 1976           |
| James K. Mitchell             | Instituto Politécnico e Universidade Estadual da Virgínia          | 1976           |
| Alfred A. Yee                 | Yee Precast Design Group Ltd.                                      | 1976           |
| Stephen Bechtel               | Bechtel                                                            | 1975           |
| Edward Cohen                  | Ammann & Whitney, Consulting Engineers                             | 1975           |
| Leslie Earl Robertson         | Leslie E. Robertson Associates, R.L.L.P.                           | 1975           |
| Robert V. Whitman             | Instituto de Tecnologia de Massachusetts                           | 1975           |
| Robert L. Wiegel              | Universidade da Califórnia em Berkeley                             | 1975           |
| John Lowe, III                | Independent Consultant                                             | 1974           |
| Fujio Matsuda                 | Universidade do Havaí                                              | 1974           |
| Norman H. Brooks              | Instituto de Tecnologia da Califórnia                              | 1973           |
| Jack E. Cermak                | Cermak Peterka Petersen                                            | 1973           |
| Thomas William Lambe          | Independent Consultant                                             | 1972           |
| Earnest F. Gloyna             | Universidade do Texas em Austin                                    | 1970           |
| Edward Wenk, Jr.              | Universidade de Washington                                         | 1969           |
| Ray Clough                    | Independent Consultant                                             | 1968           |
| William J. Hall               | Universidade de Illinois em Urbana-Champaign                       | 1968           |
| Don U. Deere                  | Independent Consultant                                             | 1967           |